# Massacre de Paneriai
O massacre de Paneriai (em polonês/polaco:  zbrodnia w Ponarach)  (em lituano:  Panerių žudynės), foi o assassinato em massa de cerca de 100.000 pessoas, principalmente judeus, poloneses e russos, por oficiais alemães do Sicherheitsdienst (SD) e da Schutzstaffel (SS),  seus colaboradores lituanos, incluindo os esquadrões de extermínio de Ypatingasis būrys, tendo sido perpetrado durante o Holocausto, na Segunda Guerra Mundial, na Generalbezirk Litauen (subdivisão administrativa) do Reichskommissariat Ostland.
Os assassinatos ocorreram entre julho de 1941 e agosto de 1944, próximos a estação ferroviária de Paneriai, um subúrbio da atual Vilnius, Lituânia. Cerca de 70.000 judeus, 20.000 poloneses e 8.000 prisioneiros de guerra soviéticos foram mortos próximos ao recém formado Gueto de Vilnius.
A Lituânia se tornou um dos primeiros locais fora da Polônia ocupada, na Segunda Guerra Mundial, onde os nazistas assassinaram judeus como parte da Solução Final. Dos 70.000 judeus que viviam em Vilna, de acordo com Timothy Snyder, apenas cerca de 7.000 sobreviveram à guerra. O número de habitantes, estimado por Steven Sedlis, em junho de 1941, era de 80.000 judeus, ou metade da população da cidade. De acordo com a Enciclopédia do Holocausto, mais de dois terços deles, pelo menos 50.000 judeus, foram mortos antes do final de 1941.

## Contexto
Após o Motim de Żeligowski e a criação da Lituânia Central, em cumprimento aos acordos internacionais ratificados em 1923 pela Liga das Nações, a cidade de Aukštieji Paneriai se tornou parte da Voivodia de Wilno (região de Kresy), na Segunda República Polonesa. As línguas predominantes na área eram polonês e iídiche. Após a invasão nazista-soviética da Polônia, em setembro de 1939, a região foi anexada pelos soviéticos e após cerca de um mês, em 10 de outubro, transferida para a Lituânia, cumprindo o Tratado Soviético-Lituano.
Após a anexação soviética da Lituânia e dos países bálticos, em junho de 1940, foi iniciada a construção da instalação de armazenamento de petróleo de Paneriai, em conjunto com um aeródromo militar soviético. Esse projeto nunca foi concluído e, em junho de 1941, a área foi invadida pela Wehrmacht na Operação Barbarossa. Os esquadrões de extermínio nazistas decidiram usar os seis grandes fossos escavados para os tanques de armazenamento de óleo para aprisionar, assassinar e esconder os corpos de condenados locais.

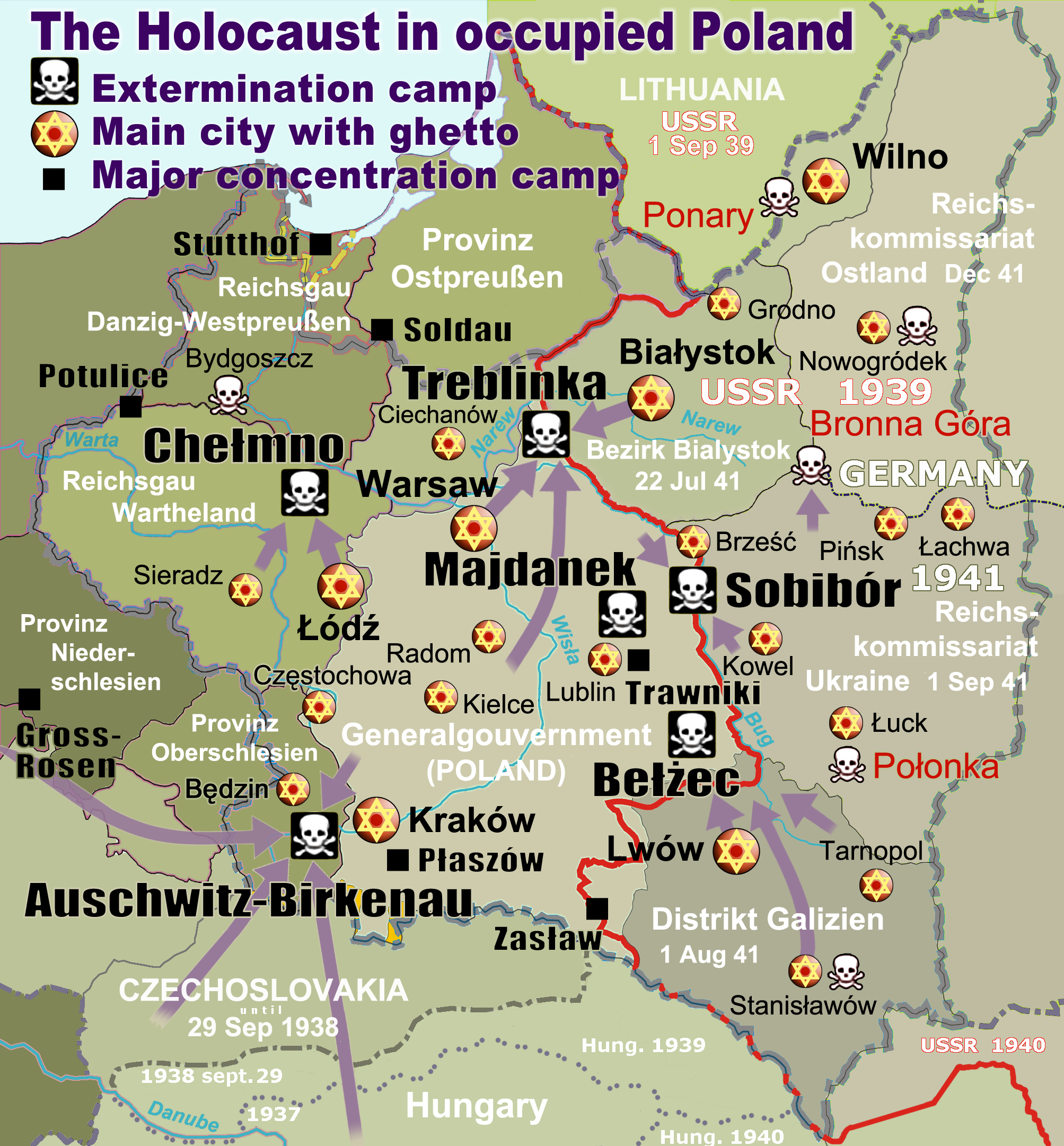
Local do massacre de Paneriai no mapa do Holocausto na Polônia (canto superior direito, perto de Wilno), marcado com uma caveira branca.

Os massacres começaram em julho de 1941, assim que o Einsatzkommando chegou a Vilna, em 2 de julho de 1941. A maioria dos assassinatos foi realizada pelos Pelotões Especiais de Ypatingasis burys (voluntários lituanos), de 80 homens. Em setembro foi estabelecido o Gueto de Vilna. No mesmo mês, 3.700 judeus foram baleados em uma operação e 6.000 em outra, tendo sido presos na cidade e levados a pé para Paneriai. A maioria das vítimas foi despida antes de ser baleada. Outros assassinatos em massa, auxiliados pelos Ypatingasis burys, ocorreram durante o verão e o outono.
No final daquele ano, entre 50.000 e 60.000 judeus de Vilna - homens, mulheres e crianças - foram mortos, de acordo com a Enciclopédia do Holocausto. De acordo com Snyder, 21.700 deles foram baleados em Paneriai, mas há discrepâncias no número de mortos neste período. Yitzhak Arad, em seu livro Ghetto in Flames, teve como fontes a documentação judaica original somada aos relatórios Einsatzgruppen, cartões de racionamento e autorizações de trabalho. As estimativas de Arad são que, até o final de dezembro, 33.500 judeus de Vilna foram assassinados em Paneriai, 3.500 fugiram para o leste e 20.000 permaneceram no gueto.:215
A razão para divergência no número de mortes estimadas foi a presença de refugiados de guerra vindos da Polônia ocidental, ocupada pelos alemães, cujos direitos de residência foram negados pela nova administração lituana. Na véspera da anexação soviética da Lituânia, em junho de 1940, Vilna abrigava cerca de 100.000 recém-chegados, incluindo 85.000 poloneses e 10.000 judeus, de acordo com a Cruz Vermelha lituana.
O ritmo dos assassinatos diminuiu em 1942, quando os trabalhadores escravos judeus em guetos foram apropriados pela Wehrmacht. À medida que as tropas soviéticas avançavam, em 1943, as unidades nazistas tentaram encobrir o assassinato em massa sob a diretiva Aktion 1005. Oitenta reclusos do campo de concentração de Stutthof foram divididos em Leichenkommando ("unidades de cadáveres"). Eles foram forçados a desenterrar os corpos, empilhá-los sob madeira e queimá-los. As cinzas eram então trituradas, misturadas com areia e enterradas. A brigada conseguiu escapar em 19 de abril de 1944, por um túnel escavado com colheres. Onze, dos oitenta que escaparam, sobreviveram à guerra; seus depoimentos contribuíram para revelar o massacre.

## Vítimas
O número total de vítimas, até o final de 1944, foi entre 70.000 e 100.000. De acordo com a exumação pós-guerra, pelas forças da 2ª Frente Bielorrussa soviética, de 50.000 a 70.000 vítimas eram judeus poloneses e lituanos da região, enquanto o restante eram, principalmente, poloneses (cerca de 20.000) e russos (cerca de 8.000). De acordo com Monika Tomkiewicz, autora de um livro de 2008 sobre o massacre de Paneriai, 80.000 pessoas foram mortas, sendo 72.000 judeus, 5.000 prisioneiros soviéticos, entre 1.500 e 2.000 poloneses, 1.000 pessoas descritas como comunistas ou ativistas soviéticos e 40 ciganos.
As vítimas polonesas eram, em sua maioria, membros da intelligentsia polonesa - acadêmicos, educadores (como Kazimierz Pelczar, professor da Universidade Stefan Batory), padres (como o padre Romuald Świrkowski) e integrantes do movimento de resistência Armia Krajowa. Entre as primeiras vítimas estavam aproximadamente 7.500 prisioneiros de guerra soviéticos, baleados em 1941, logo após o início da Operação Barbarossa. Posteriormente, vítimas de outras nacionalidades foram assassinadas no local, incluindo russos, ciganos e lituanos locais, simpatizantes comunistas (como Liudas Adomauskas, Valerijonas Knyva, Andrius ir Aleksandra Bulotos) e mais de 80 soldados do Destacamento Lituano Local do General Povilas Plechavičius, que se recusou a seguir as ordens alemãs.

## Memória
As informações sobre o massacre começaram a ser conhecidas em 1943, pelas atividades e obras de Helena Pasierbska, Józef Mackiewicz, Kazimierz Sakowicz, entre outros. No entanto, o regime soviético, que apoiou o reassentamento de poloneses na região de Kresy, negou que poloneses ou judeus foram as vítimas do massacre em Paneriai. A versão oficial foi de que Paneriai era um local de massacre apenas de cidadãos soviéticos. Isso levou alguns - incluindo o primeiro-ministro polonês Jerzy Buzek -, a comparar o massacre de Paneriai com o massacre de Katyn.
Em 22 de outubro de 2000, uma década após a queda do comunismo, na Lituânia independente, um esforço de organizações polonesas resultou na inauguração de um monumento (uma cruz) aos cidadãos poloneses mortos, durante uma cerimônia oficial na qual participaram representantes dos governos polonês e lituano (Bronisław Komorowski, Ministro da Defesa polonês, e seu homólogo lituano), bem como diversas ONGs.
O local do massacre é lembrado por um monumento às vítimas do Holocausto (inaugurado em 1991), um memorial às vítimas polonesas (inaugurado em 1990, e reconstruído em 2000), um monumento aos soldados do esquadrão local da Lituânia mortos pelos nazistas em maio de 1944 (instalado em 2004), uma pedra memorial para prisioneiros de guerra soviéticos, que morreram de fome e fuzilados no local em 1941 (criado em 1996), e um pequeno museu (que atualmente abriga o centro de informações do memorial Paneriai). O primeiro monumento feito no local do assassinato em massa foi erguido pelos judeus de Vilnius, em 1948, mas foi substituído pelo regime soviético por um obelisco, dedicado às "Vítimas do Fascismo".
Os assassinatos em Paneriai estão sendo investigados pela filial de Gdańsk do Instituto Polonês de Memória Nacional e pelo Centro de Pesquisa de Genocídio e Resistência da Lituânia. As placas apregoadas no memorial Paneriai, e os itens e espaços do antigo local de assassinato em massa (poços de morte, trincheiras, portões, caminhos, etc.), agora são apresentados na página criada pelo Museu Judaico do Estado de Vilna Gaon.
O massacre foi registrado pelo jornalista polonês Kazimierz Sakowicz (1899-1944), em uma série de anotações em um diário, que ficou escondido em sua casa numa fazenda em Wilno, Lituânia. Após a morte de Sakowicz, em 1944, o diário foi localizado pelo sobrevivente do holocausto e autor Rahel Margolis, mas estava dividido em vários pedaços de papel, garrafas de refrigerante e um calendário de 1941. Margolis, que havia perdido familiares durante o massacre de Paneriai, publicou posteriormente, em 1999 e em polonês, a coleção. O diário se tornou importante para traçar a linha do tempo do massacre e, em muitos casos, deu encerramento aos familiares sobreviventes sobre o que aconteceu com seus entes queridos. Escrito com detalhes, o diário é um depoimento de uma testemunha, em primeira pessoa, das atrocidades cometidas.